# تقانا
تقانا (اتقانة)    
قرية تقع جنوب معرة النعمان بحوالي 8 كم و تجاورها من الشمال دير الغربي (1 كم) و من الغرب معر حطاط (3كم) ويمر بهذه الطريق الدولي حلب-دمشق، ومن الجنوب كفرباسين (4 كم) ومن الشرق الحديثي (4-5 كم) ومن الشمال الشرقي الدير الشرقي (5كم). يقطنها آل شرف الدين و  يتراوح عددسكانها بين 500-1000 شخص و بدؤوا اعمارها في عام 1962 بعد أن اشتروا ارضها (3000 دونم)  من الإقطاعي حازم بيك، ووفدوا من قرية حاس التي تقع إلى الغرب من مدينة معرة النعمان. يعمل معظم سكانها في الزراعة و تربية القليل من الأغنام، و بعضهم يشتغل في التدريس و الوظائف الحكومية. 
في الموقع القديم للقرية تظهر الكثير من المغاور والابار القديمة وقد ردمت بمعظمها وفيها بئر ماء قديمة (ركية) و بقايا معاصر زيتون وعنب، ووجدت بعض بقايا الأعمدة و تيجانها مما يدل على ثرائها في الزمن الغابر. 